# Son Excellence Antonin
Pour plus de détails, voir Fiche technique et Distribution.
Son Excellence Antonin est un film français réalisé par Charles-Félix Tavano, sorti en France le 7 juin 1935.

## Fiche technique
- Titre : Son Excellence Antonin
- Réalisation : Charles-Félix Tavano
- Scénario : Jean Deyrmon[2] et René Pujol
- Dialogues : René Pujol
- Photographie : Scarciafico Hugo
- Décors : Robert Gys
- Son : André Apard
- Montage : Maurice Serein
- Musique : Vincent Scotto
- Sociétés de production : GB Films - Pathé Consortium Cinéma
- Pays d'origine :  France
- Genre : Comédie
- Durée : 80 minutes
- Dates de sortie : 
  - France : 7 juin 1935

## Distribution
- Raymond Cordy : Antonin
- Josette Day : Betty
- Robert Pizani : le baron
- André Berley : le propriétaire de l'hôtel
- Jeanne Helbling : l'intrigante
- Thérèse Kolb : la mère
- Germaine Reuver : la patronne
- Sylvia Bataille
- Charles Lemontier
- Albert Broquin
- Serjius